# Päelda
Päelda (ook Päälda, Duits: Päedla) is een plaats in de Estlandse gemeente Muhu, provincie Saaremaa. De plaats heeft de status van dorp (Estisch: küla).

## Bevolking
Het dorp had 12 inwoners op 31 december 2011 en 16 inwoners op 31 december 2021.

## Ligging
Bij Päelda ligt het hoogste punt van het eiland Muhu, de heuvel Sepa mägi, 25,1 m boven de zeespiegel. Op de heuvel ligt de begraafplaats Sepamäe kalmistu, die een beschermd monument is. De begraafplaats werd in de tweede helft van de 19e eeuw in gebruik genomen.

## Geschiedenis
Ten oosten van de dorpskern liggen restanten van een vesting van de Esten uit de tijd voor de verovering van Estland door de Orde van de Zwaardbroeders, Päelda maalinn. De vesting was omgeven door een stenen ringwal, 1 meter hoog en 7 à 8 meter breed. De ringwal had de vorm van een ovaal; de diameters waren 70 en 50 meter. De grond binnen de ringwal en eromheen is eeuwenlang als bouwland gebruikt; daardoor is de vesting in het landschap nauwelijks terug te vinden. Er zijn geen belangrijke archeologische vondsten gedaan.
Het dorp Päelda werd in 1592 voor het eerst genoemd onder de naam Paydell, een dorp in de Wacke Tammese. Een Wacke was een administratieve eenheid voor een groep boeren met gezamenlijke verplichtingen. Vanaf het midden van de 18e eeuw lag Päelda in het kroondomein Grabbenhof (Rinsi). Het dorp heette toen Pedla.

## Foto's

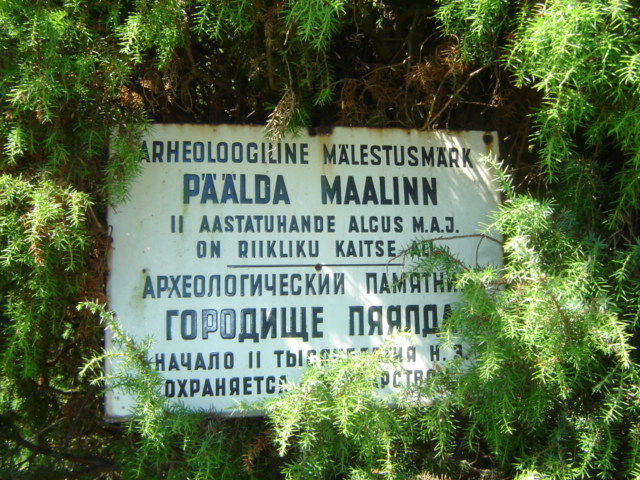
Markering van Päelda maalinn
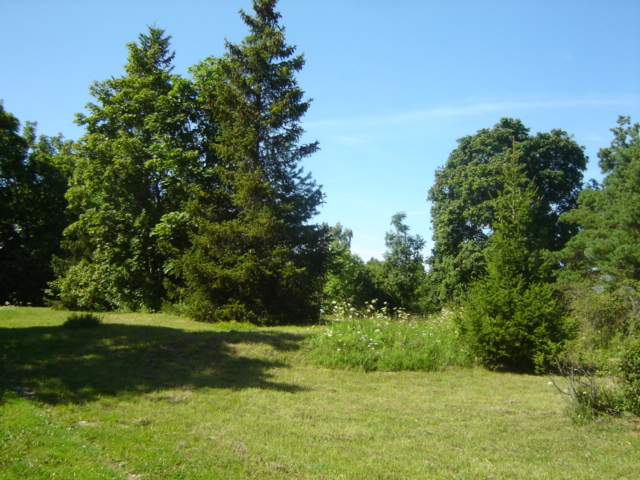
De plaats waar de vesting gelegen heeft
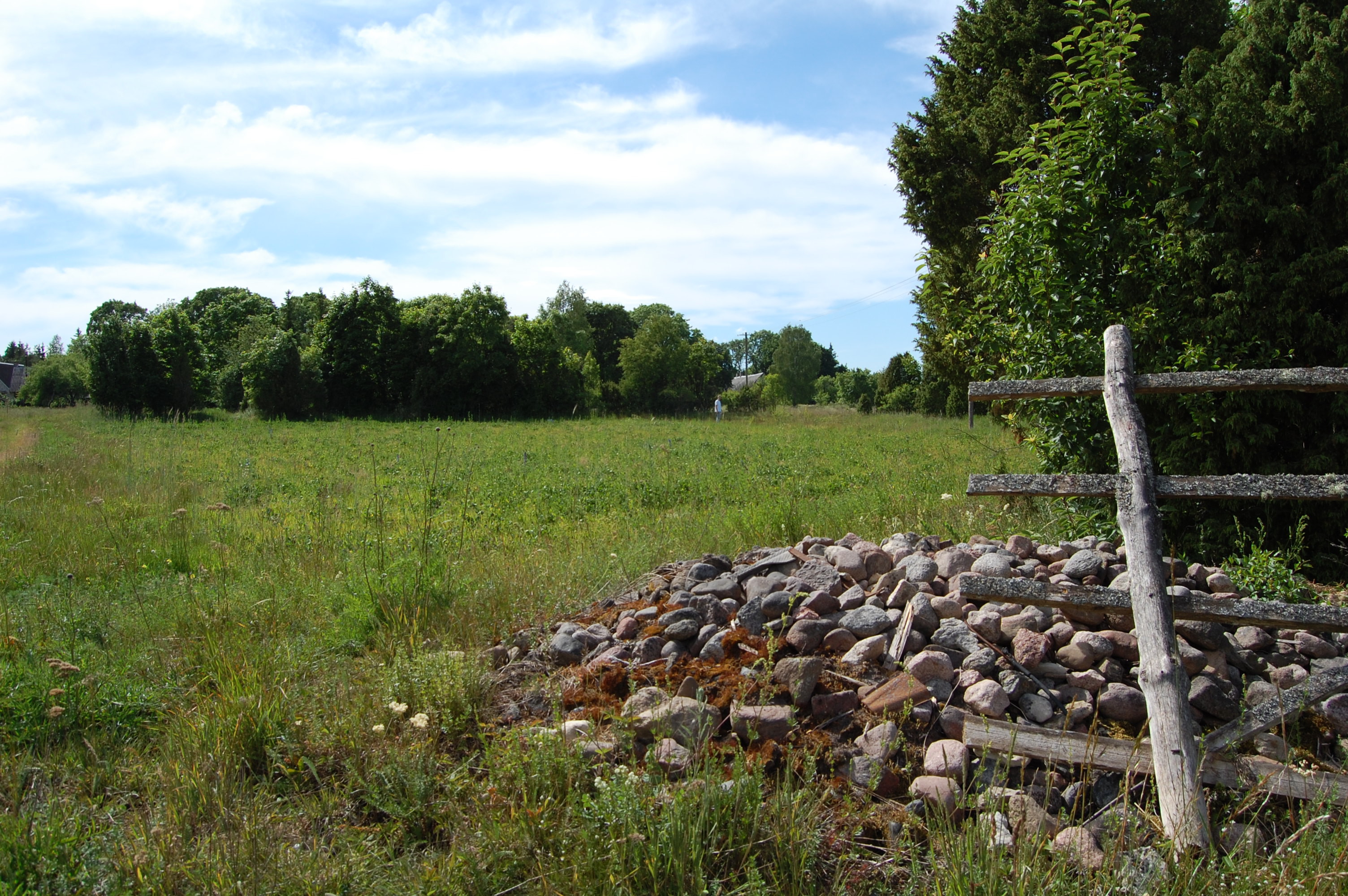
Restant van de ringwal